# Otto Mengelberg (målare)

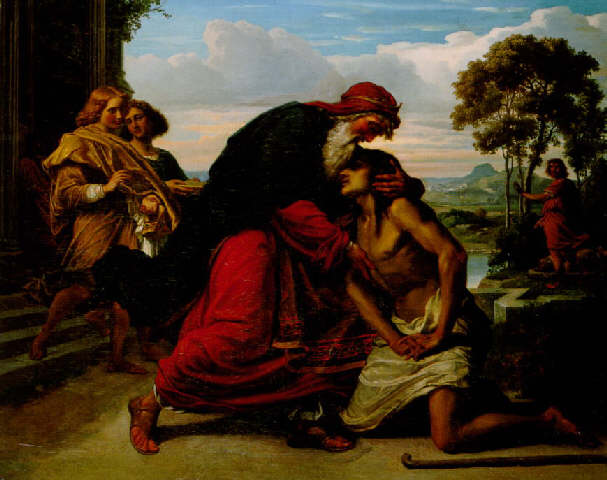
Den förlorade sonens hemkomst avbildning av liknelsen om den förlorade sonen.

Otto Heinrich Mengelberg, född i april 1817 i Düsseldorf, död där den 28 maj 1890, var en tysk målare, son till målaren Egidius Mengelberg, farbror till skulptörerna Friedrich Wilhelm och Otto Mengelberg.
Mengelberg var verksam i nämnda stad och målade huvudsakligen religiösa bilder.